# Aji Chay
L'Aji Chay, en azéri آجی چای / Acıçay, ou Talkheh Roud, en persan تلخه رود, littéralement dans les deux langues « rivière amère », est une rivière du Nord-Ouest de l'Iran prenant sa source dans l'Elbourz occidental et se jetant dans le lac d'Ourmia.